# François Chéri-Rousseau
François Rousseau dit François Chéri-Rousseau, né à Bergerac le 14 septembre 1826 et mort à Saint-Just-sur-Loire le 1er décembre 1908 est un photographe français. Il réalise sa carrière presque exclusivement à Saint-Étienne et a deux fils, eux aussi photographes.

## Biographie
Fils de Jean Rousseau, jardinier, il commence sa carrière de photographe à Cusset, département de l'Allier, où il se marie en 1856. Il s'installe ensuite à Saint-Étienne et a deux fils, Gaston Jean-Baptiste, né en 1856 et Guillaume Marie Charles né en 1859, qui reprendront par la suite l'activité de leur père. Il occupe une boutique au 7 place mi-carême vers 1860 puis au 8 place de l'Hôtel-de-Ville jusque vers 1890 et se présente comme peintre-photographe. Il est membre de Société française de photographie dès 1879 et compte parmi ses amis Étienne Carjat et Eugène Disdéri. Il aurait aussi travaillé à Paris. Il meurt en 1908, mais par suite de l'activité de ses fils une certaine confusion règne sur sa fin de carrière.

## Activité

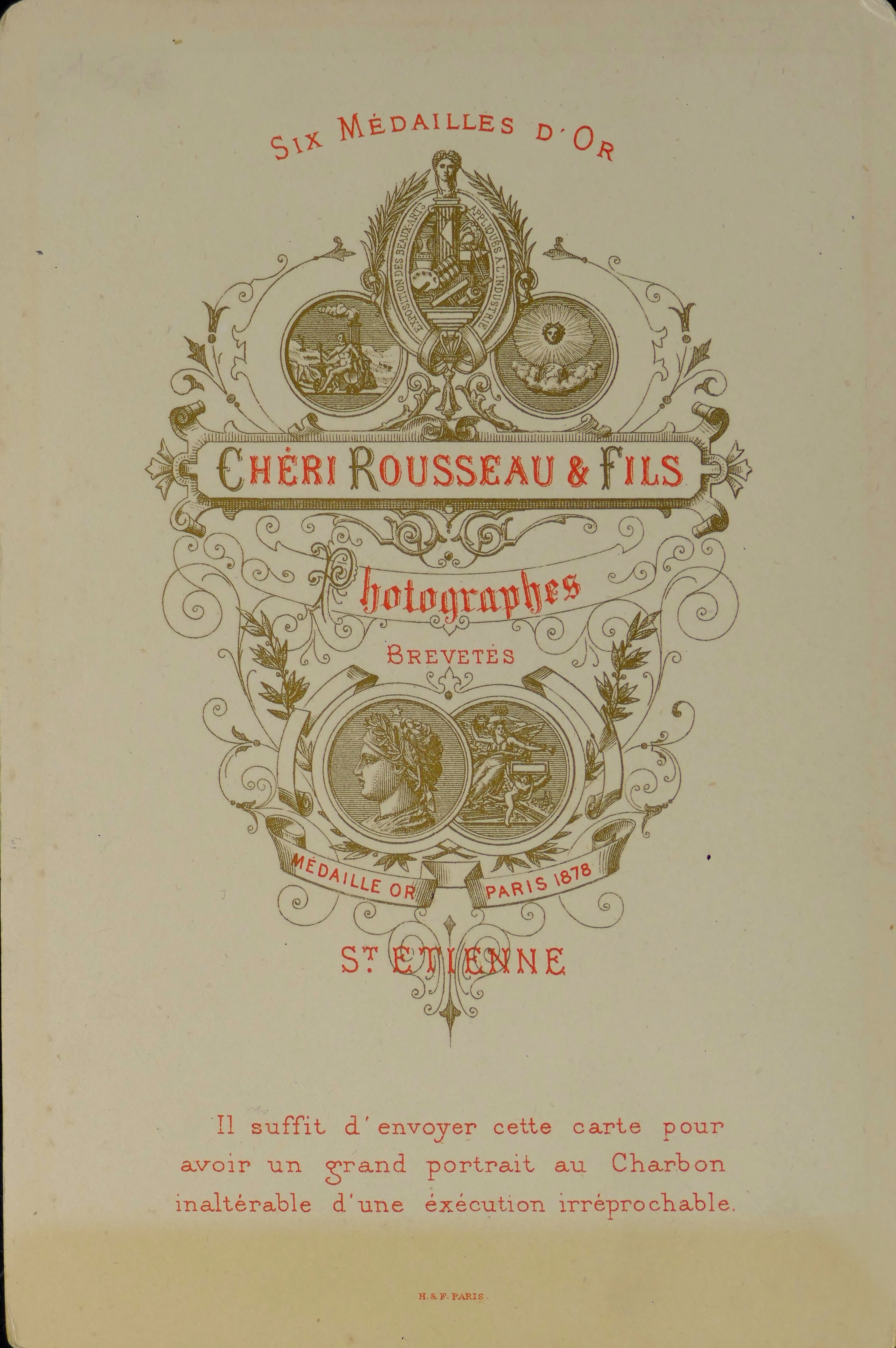
Dos illustré d'une photo de Chéri-Rousseau.

Chéri-Rousseau, outre son activité commerciale de portraits et photo-carte de visite, s'intéresse à la vie locale stéphanoise, publie des cartes postales sur la ville et réalise des reportages de photos en grands formats sur divers sujets qui sont réunis en albums dont deux sont conservés :
- Ouvrages d'art des chemins de fer de Firminy à Annonay et du Pertuiset à Saint-Just-sur-Loire[2]
- La cavalcade de Saint-Chamond (Loire) de 1885[3].

Il obtient plusieurs récompenses :
- 6 médailles d'Or à diverses Expositions
- Diplôme d'Honneur de l'Académie des Beaux Arts
- Médaille d'Or Exposition Universelle de Paris 1878
- Hors Concours Exposition Universelle Paris 1889,  membre du Jury
- Hors Concours Exposition Universelle de Photographie Genève 1893, Membre du Jury

Il dépose un brevet en 1876 pour l'application de la peinture sur les photographies à l'encre grasse. Il aurait édité en 1893 un ouvrage : Méthode pratique pour le tirage des épreuves de petit format par le procédé du charbon, Paris, éd. Gauthier-Villars et fils (attribué à son fils Gaston par la BnF).  Il construit et exploite l'Aléthorama, appareil de cinématographe à défilement continu breveté par Paul Mortier.